# Андреєв Дмитро Володимирович
Андреєв Дмитро Володимирович (нар. 6 травня 1970 року в Києві) — доктор юридичних наук (2014), професор (2018). Державний службовець України 3 рангу. Директор Департаменту комунікації МВС України. Автор більше 80 наукових статей, що регулюють соціально-правові комунікації влади й громадянського суспільства. Професор кафедри філософії права і юридичної логіки Національної академії внутрішніх справ, м. Київ. Заслужений журналіст України (2006 р.).

## Освіта
У 1987 році закінчив Київське Суворовське військове училище. У 1991 році з відзнакою закінчив факультет журналістики Львівського військово-політичного училища, а у 1998 році закінчив юридичний факультет Київського університету ім. Тараса Шевченка.

## Кар'єра
- У 1991 році призначений кореспондентом-організатором газети «На бойовому посту» окремої дивізії особливого призначення ім. Дзержинського ВВ МВС СРСР. В подальшому переведений на посаду кореспондента газети МВС України «Іменем Закону». Покроково пройшов весь шлях від кореспондента до головного редактора цього громадсько-правового видання.
- 12.2007 — 12.2008 — головний редактор редакції щотижневої громадсько-правової газети «Іменем Закону», м. Київ;
- 01.2009 — 03.2010 — доцент кафедри цивільного права та правового забезпечення туризму Київського університету туризму, економіки і права, м. Київ;
- 03.2010 — 01.2011 — директор Департаменту зв'язків із громадськістю та міжнародної діяльності МВС України, м. Київ;
- 02.2011 — 11.2012 — директор Департаменту інформації та комунікації з громадськістю Секретаріату Кабінету Міністрів України, м. Київ;
- 11.2012 — 02.2014 — заступник Керівника апарату Прем'єр-міністра України, Секретаріату Кабінету Міністрів України, м. Київ;
- від 02.2014 — 09. 2014 — заступник директора Департаменту взаємодії з Верховною Радою та регіонами Секретаріату Кабінету Міністрів України;
- від 09.2014 — 02.2017 — директор Інституту інтелектуальної власності Національного університету «Одеська юридична академія» в м. Києві;
- від 02.2017 — 10.2021 — директор Інституту Національної академії внутрішніх справ, м. Київ
- 11.2021 - до т/ часу - Департамент комунікації МВС України, м. Київ, директор

## Державні нагороди
- Заслужений журналіст України (4 грудня 2006) - за вагомий особистий внесок у розбудову вітчизняного інформаційного простору, багаторічну сумлінну працю, високий професіоналізм[2]
- Почесна грамота Верховної Ради України (2010) — за розбудову правової держави;
- Почесна Грамота Кабінету Міністрів України (2011) — за особливі заслуги у галузі вітчизняної журналістики.
- Відзнака Президента України - медаль "За працю і звитягу" (2021)  - за особливі заслуги у науково-освітній діяльності

Дмитро Андрєєв є автором ряду наукових робіт, у тому числі:
- Роль масс-медийных коммуникаций в формировании правового пространства: философско-правовой аспект [Электронный ресурс] / Д. В. Андреев // Ученые записки. Электронный научный журнал Курского государственного университета. — 2013 — № 3 (27). — Ч. 1. — Режим доступа: https://web.archive.org/web/20160304133034/http://scientific-notes.ru/pdf/031-019.pdf.
- Соціально-правові комунікації в забезпеченні взаємодії влади та громадянського суспільства [Текст]: автореф. дис. … д-ра юрид. наук : 12.00.12 / Андреєв Дмитро Володимирович ; Нац. акад. внутр. справ. — К., 2014. — 36 с.
- Взаємодія влади та громадськості: механізми соціально-правової комунікації [Текст]: монографія / Д. Андреєв ; Нац. акад. внутр. справ. — К. : Бізнесполіграф, 2013. — 334 с. : рис., табл. — Бібліогр.: с. 293—334. — 500 экз. — ISBN 978-966-139-016-3
- Етносоціокультурні чинники формування національної правосвідомості (на прикладі судової системи Запорозької Січі XVII—XVIII століть) [Текст]: дис… канд. юрид. наук: 12.00.12 / Андреєв Дмитро Володимирович ; Національна академія внутрішніх справ України. — К., 2003. — 182 арк. — арк. 165—182
- Судова система Запорізької Січі (XVII—XVIII століть) як феномен національної правосвідомості (філософсько-правовий аспект) [Текст]: автореф. дис… канд. юрид. наук: 12.00.12 / Андреєв Дмитро Володимирович ; Національна академія внутрішніх справ України МВС України. — К., 2002. — 19 с.
- Особливості комунікаційних моделей взаємодії влади та громадянина в інформаційному суспільстві Scientific Papers of the Legislation Institute of the Verkhovna Rada of Ukraine
- Філософсько-правова методологія налагодження дієвої комунікації влади та місцевих громад в інформаційному суспільстві
- Забезпечення прав людини в контексті вдосконалення правових механізмів комунікації поліції та громади / Д. В. Андреєв // Науковий вісник Національної академії внутрішніх справ. — 2017. — № 2. — С. 13-24. — * Комунікаційно-правові аспекти державної інформаційної політики з легітимізації влади механізмами новітніх ЗМІ
- Особливості державної інформаційної політики щодо легітимізації влади шляхом використання механізмів Інтернет-ресурсів.
- Транзактна модель комунікації влади та суспільства: філософсько-правовий аспект

## Особисті якості та погляди
Вірить у стабільну українську державу європейського зразка, міць її Збройних Сил та демократичну розвиненість інститутів громадянського суспільства.

## Родина
Одружений, виховує двох синів Олександра (2004) та Євгенія (2012)

## Додаткова інформація
Має 3 ранг державного службовця — (з 21 лютого 2011 року). Полковник міліції у відставці